# I Never Learn
| Recensione | Giudizio |
| ---------- | -------- |
| AllMusic   |          |

I Never Learn è il terzo album discografico in studio della cantautrice svedese Lykke Li, pubblicato nel maggio 2014.

## Descrizione
L'album è stato registrato in California con l'ausilio dei produttori Greg Kurstin e Björn Yttling.
La data di pubblicazione e il titolo dell'album sono stati annunciati nel febbraio 2014. Il 4 marzo 2014 è stato pubblicato il video del brano Love Me Like I'm Not Made of Stone. Nei primi giorni di aprile è stato invece pubblicato il video di No Rest for the Wicked, che è anche il primo singolo estratto dall'album.

## Tracce
Testi di Lykke Li.
1. I Never Learn – 3:04 (musica: Lykke Li, Björn Yttling)
2. No Rest for the Wicked – 3:42 (musica: Lykke Li, Björn Yttling)
3. Just Like a Dream – 4:08 (musica: Lykke Li, Björn Yttling)
4. Silver Line – 3:52 (musica: Lykke Li, Björn Yttling, Rick Nowels, Greg Kurstin)
5. Gunshot – 3:24 (musica: Lykke Li, Björn Yttling, Rick Nowels)
6. Love Me Like I'm Not Made of Stone – 3:47 (musica: Lykke Li, Björn Yttling, Rick Nowels)
7. Never Gonna Love Again – 4:00 (musica: Lykke Li, Björn Yttling)
8. Heart of Steel – 3:54 (musica: Lykke Li, Björn Yttling, Rick Nowels)
9. Sleeping Alone – 2:59 (musica: Lykke Li, Björn Yttling)

Bonus tracks per i Tunes
1. Gunshot (acoustic) – 3:36 (musica: Lykke Li, Björn Yttling, Rick Nowels)
2. I Never Learn (video) – 2:34 (musica: Lykke Li, Björn Yttling)
3. Love Me Like I'm Not Made of Stone (video) – 3:51 (musica: Lykke Li, Björn Yttling, Rick Nowels)
4. No Rest for the Wicked (video) – 3:37 (musica: Lykke Li, Björn Yttling)

## Classifiche
| Classifica  | Posizione raggiunta |
| ----------- | ------------------- |
| Italia      | 61                  |
| Stati Uniti | 29                  |
| Svezia      | 2                   |